# Oficios de Corte

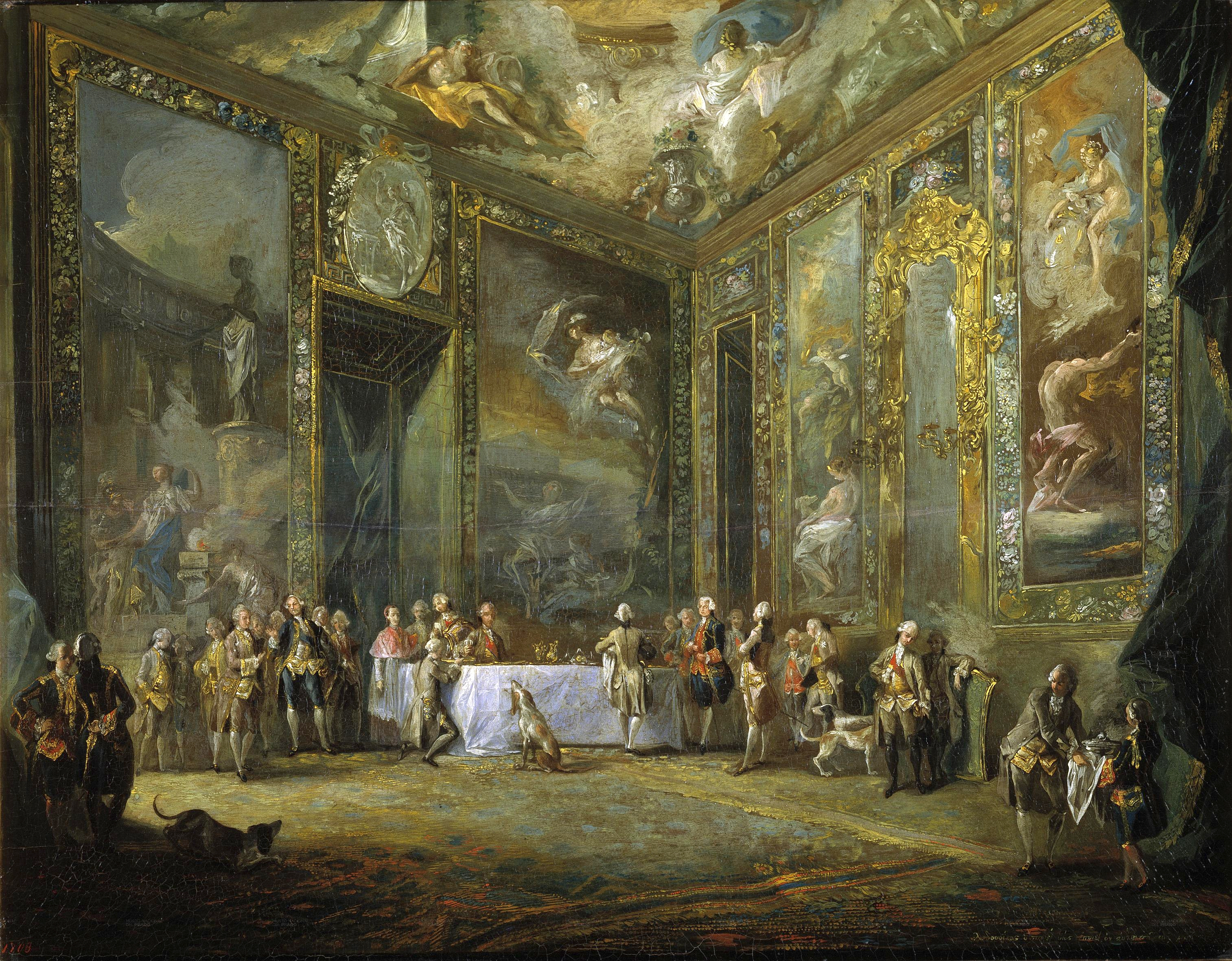
Carlos III comiendo ante su corte, por Luis Paret, ca. 1775.

Oficios de Corte o cargos de Corte son los oficios que se desempeñaban en las cortes reales de las monarquías medievales y las del Antiguo Régimen en Europa Occidental, aunque tales cargos eran similares en todo tipo de monarquías de otras partes del mundo y en otras épocas (por ejemplo, los coperos de los faraones del Antiguo Egipto que aparecen nombrados en la Biblia o los cubicularios del Sacrum Palatium romano y bizantino).
Inicialmente, los oficios de Corte eran funciones propias de la servidumbre, que se dignificaban por la cercanía a la persona del rey a medida que su figura adquiría prestigio institucional (desde los reyes electivos de los reinos germánicos iniciales hasta el asentamiento de la monarquía hereditaria). Incluso se dio el caso, en la monarquía merovingia, de que el mayordomo de palacio terminara sustituyendo las funciones reales (Carlos Martel, siglo VIII). Entre los godos (reino visigodo y reino ostrogodo hubo una estructura institucional denominada officium palatinum, a cargo del comes palatinum (conde palatino) y otros: comes cubiculariorum (camareros), comes scanciorum (coperos), comes stabulorum (caballerizas), comes patrimonium, etc.
En las cortes francesa, borgoñona e inglesa se originó el cargo de valet de chambre.
La Corte de Pedro IV de Aragón en 1344 tenía cuatro oficios de corte: mayordomo, camarlengo, canciller y maestro racional; en la Inglaterra medieval había cinco: chapel, chamber, hall, buttery, office of the constable, marchal.
La aristocracia competía por cubrir los oficios de Corte, considerándolos un honor y una oportunidad de aumentar su poder por el acceso que daban al rey; y los reyes estimulaban esa competencia, que producía el abandono de la dispersión rural de la nobleza feudal, concentrándola en las cortes, especialmente cuando dejaron de ser itinerantes y se hicieron permanentes -véase capital (política)-.
En la Monarquía Hispánica estaban ocupados por la alta nobleza (los más cercanos al rey, por los Grandes, considerados como parientes suyos y que podían mantenerse cubiertos en su presencia), mientras que los oficios de la administración pública y territorial lo estaban por caballeros, hidalgos locales y juristas -los llamados letrados. Sobre lo mismo, Miguel Ángel Ladero Quesada enumera cómo los oficios de Corte eran reservados a la alta nobleza (mayordomo, canciller, camarero, etc.), mientras que los de las otras administraciones (jueces, alcaldes, merinos y oidores de la administración judicial, los de merinos, adelantados, gobernadores, vegueres, bailes o sobrejunteros en la administración territorial) eran ocupados por caballeros, hombres buenos e hidalgos de diferente condición. Existía una diferencia, muy importante para Madrid, entre oficios de Corte y Villa, que puede referirse tanto a oficios públicos (escribanos, alguaciles...) como a oficios gremiales, en ambos casos de jurisdicción atribuida a la Sala de Alcaldes -Corte- o al Corregidor y a los regidores del Ayuntamiento -Villa-.
El organigrama de oficios y funciones y un protocolo cada vez más complejo y codificado se fueron desarrollando a lo largo de los siglos; marcando diferencias entre casas y dinastías (corte borgoñona, continuada por la Casa de Habsburgo, corte borbónica, más abierta y espectacular).
Su modelo más acabado fue el de la corte de Luis XIV en el Palacio de Versalles (finales del siglo XVII y comienzos del siglo XVIII), que contribuyó de forma sustancial al establecimiento de una monarquía absoluta.
El Imperio ruso creó una compleja tabla de rangos.